# 溪口镇 (通道县)
溪口镇，是中华人民共和国湖南省怀化市通道侗族自治县下辖的一个乡镇级行政单位。

## 行政区划
溪口镇下辖以下地区：
团尾社区、溪口村、北山村、大沙头村、坪头村、古友村、北堆村、下寨村、北麻村、画笔村和罗城村。